# René Tirard
René Eugène Ernest Tirard (ur. 20 lipca 1899 w Hawrze, zm. 12 sierpnia 1977 w Clichy) – francuski lekkoatleta (sprinter), wicemistrz olimpijski z 1920.
Na igrzyskach olimpijskich w 1920 w Antwerpii zdobył srebrny medal w sztafecie 4 × 100 metrów (biegła w składzie: René Lorain,  Tirard, René Mourlon i Émile Ali-Khan) za zespołem Stanów Zjednoczonych. Na tych samych igrzyskach startował również w biegu na 100 metrów i w biegu na 200 metrów, ale w obu tych konkurencjach odpadł w ćwierćfinałach.
Był wicemistrzem Francji w biegu na 100 metrów w 1919 oraz brązowym medalistą na 100 metrów i na 200 metrów w 1920.
28 sierpnia 1920 w Colombes wyrównał rekord Francji w biegu na 200 metrów czasem 22,2 s.